# Essential
Albums de Erasure
Tomorrow's World Tour (Live at the Roundhouse)
(2011) Snow Globe
(2013)
Essential est le titre d'une compilation du groupe britannique Erasure, sortie le 19 mars 2012 dans la collection "EMI Gold" de l'éditeur musical EMI.
Comportant seulement 16 plages, cette compilation -dans laquelle quelques gros hits côtoient des chansons peu connues- n'a pas pour vocation d'être exhaustive mais seulement de présenter à bon marché un échantillon de la carrière du groupe. Plus de la moitié des grands hits internationaux du groupe sont donc ici manquants. C'est le cas de Chains of Love, A Little Respect, Stop!, Drama!, Blue Savannah, Love to Hate You, Take a Chance on Me, Solsbury Hill et de Breathe qui en sont tous absents. L'unique succès d'Erasure en France, Oh l'Amour, fait également défaut.
On notera également qu'aucun titre postérieur à 2003 n'y est proposé. Enfin, contrairement aux précédentes compilations d'Erasure, les chansons ne sont plus présentées par ordre chronologique mais de façon aléatoire.
Il en résulte qu'Essential est une compilation peu représentative de la carrière du groupe Erasure et qu'elle ne tient pas la comparaison face à la précédente compilation, Total Pop! The First 40 Hits (2009), beaucoup plus complète et ordonnée que celle-ci.

## Liste des plages
| 1.  | Who Needs Love (Like That)         |  |
| 2.  | It Doesn't Have to Be              |  |
| 3.  | The Circus                         |  |
| 4.  | You Surround Me                    |  |
| 5.  | Am I Right?                        |  |
| 6.  | Sometimes                          |  |
| 7.  | When Will I See You Again          |  |
| 8.  | Video Killed the Radio Star        |  |
| 9.  | Victim of Love                     |  |
| 10. | Ship of Fools                      |  |
| 11. | Star                               |  |
| 12. | Everybody's Got To Learn Sometime  |  |
| 13. | Make Me Smile (Come up and See Me) |  |
| 14. | Chorus                             |  |
| 15. | Always                             |  |
| 16. | I Love Saturday                    |  |